# Попигай
Попига̀й е река в Азиатската част на Русия, Северен Сибир, Красноярски край, Таймирски (Долгано-Ненецки) автономен окръг, десен приток на Хатанга. Дължината ѝ е 532 km, която ѝ отрежда 180-о място по дължина сред реките на Русия.
Река Попигай води началото си от малкото езеро Чоно Кюел, разположено в североизточната част на Анабарското плато, на 483 m н.в., в крайната източна част на Таймирския (Долгано-Ненецки) автономен окръг, Красноярски край. В горното си течение реката тече на североизток в тясна долина, с прагове и бързеи. След това реката завива на северозапад и след устието на най-големия си приток река Фомич навлиза в централната част на Северосибирската низина. Тук долината ѝ е широка и силно заблатена, а течението спокойно. В най-долното си течение са разделя на ръкави и чрез делта се влива отдясно в естуара на река Хатанга, при нейния 28 km, на 0 m н.в.
Водосборният басейн на Попигай има площ от 50,3 хил. km2, което представлява 13,82% от водосборния басейн на река Хатанга и се простира на части от Таймирския (Долгано-Ненецки) автономен окръг на Красноярски край и Република Якутия (Саха). Речната система във водосборния басейн е добре развита, с гъстота от 0,53 km/km2 и стотици малки езера.
Границите на водосборния басейн на реката са следните:
- на североизток и изток – водосборния басейн на река Анабар, вливаща се в море Лаптеви;
- на юг и запад – водосборните басейни на реките Котуй, Лукунская и Блудная, десни притоци на Хатанга.

Река Попигай получава около 50 притока с дължина над 15 km, като 7 от тях са с дължина над 100 km:
- 350 ← Догой 110 / 1350
- 282 → Далдин 147 / 2130
- 257 → Рассоха 310 / 13 500
- 223 → Фомич 393 / 13 100
- 120 → Сопочная 120 / 1740
- 87 → Половинная 125 / 2060
- 76 ← Фомич 101 / 1280

Подхранването на реката е смесено, като преобладава снежното, но съвсем не е малък и процентът на дъждовното подхранване. По време на пълноводието през месец юни преминава около 45% от общия годишен отток. Среден многогодишен отток около 300 m3/s, което като обем представлява 9,468 km3/год. Попигай замръзва в края на септември, а се размразява през юни. Мътността на водата и менерализацията ѝ са незначителни.
Река Попигай протича през безлюдни райони и по течението ѝ има само едно населено място – село Попигай, при устието на река Россоха.
Реката е богата на риба, поради липсата на замърсители в басейна ѝ. В района на река Далдин се намира метеоритният кратер Попигай с диаметър 100 km.